# 千葉県立我孫子東高等学校
千葉県立我孫子東高等学校（ちばけんりつあびこひがしこうとうがっこう）は、千葉県我孫子市にある県立の高等学校。

## 設置学科
- 全日制課程[1]
  - 普通科（2020年より普通科福祉コース、ビジネスコース、総合コースの３コースに改編）

## 沿革
- 湖北高校と布佐高校についてはそれぞれ千葉県立湖北高等学校#沿革、千葉県立布佐高等学校#沿革を参照。
- 2011年（平成23年） - 千葉県立湖北高等学校、千葉県立布佐高等学校が統合し、千葉県立我孫子東高等学校が開校。校舎は旧布佐高校の校舎をそのまま使用。
- 我孫子市出身のシンガーソングライター、大野靖之が校歌を作詞・作曲する。
- 2020年　‐　普通科が福祉コース、ビジネスコース、総合コースに改編。従来の普通科の教育は総合コースに移設される。

## 部活動
- 運動部
  - バドミントン部、ハンドボール部、ソフトテニス部（男子）、テニス部、野球部、陸上競技部、サッカー部、レスリング部、バスケットボール部、バレーボール部、剣道部、卓球部
- 文化部
  - 書道部、軽音楽部、イラスト文芸部、クッキング部、生物部、茶道部、美術工芸部、演劇部、ボランティア部、吹奏楽部、華道部
- 同好会
  - 囲碁将棋同好会

## 同窓会組織
2012年（平成24年）8月同窓会組織　発足

## 交通
- JR成田線 布佐駅より徒歩5分

## 近隣施設
本校のグラウンド南端のサッカーゴールから直線距離で300メートル南側には、「千葉県手賀沼流域下水道手賀沼終末処理場」内に設置された「放射性物質を含むごみ焼却灰に係る一時保管場所（千葉県一時保管施設）」が存在する。
2013年6月末時点での保管量は296トン。1キログラムあたり最大5万3000ベクレルの放射能濃度を持つ放射性物質が設置済みの「仮設倉庫」内に運び込まれている（野ざらし状態ではない）。
この保管場所の最大保管量は2500トンで、保管期限は平成26年度末（2015年3月末）までとされている。